# Дружба (Усть-Калманський район)
Дру́жба (рос. Дружба) — селище у складі Усть-Калманського району Алтайського краю, Росія. Входить до складу Чаришської сільської ради.

## Населення
Населення — 96 осіб (2010; 142 у 2002).
Національний склад (станом на 2002 рік):
- росіяни — 96 %